# Secteur fortifié du Dauphiné

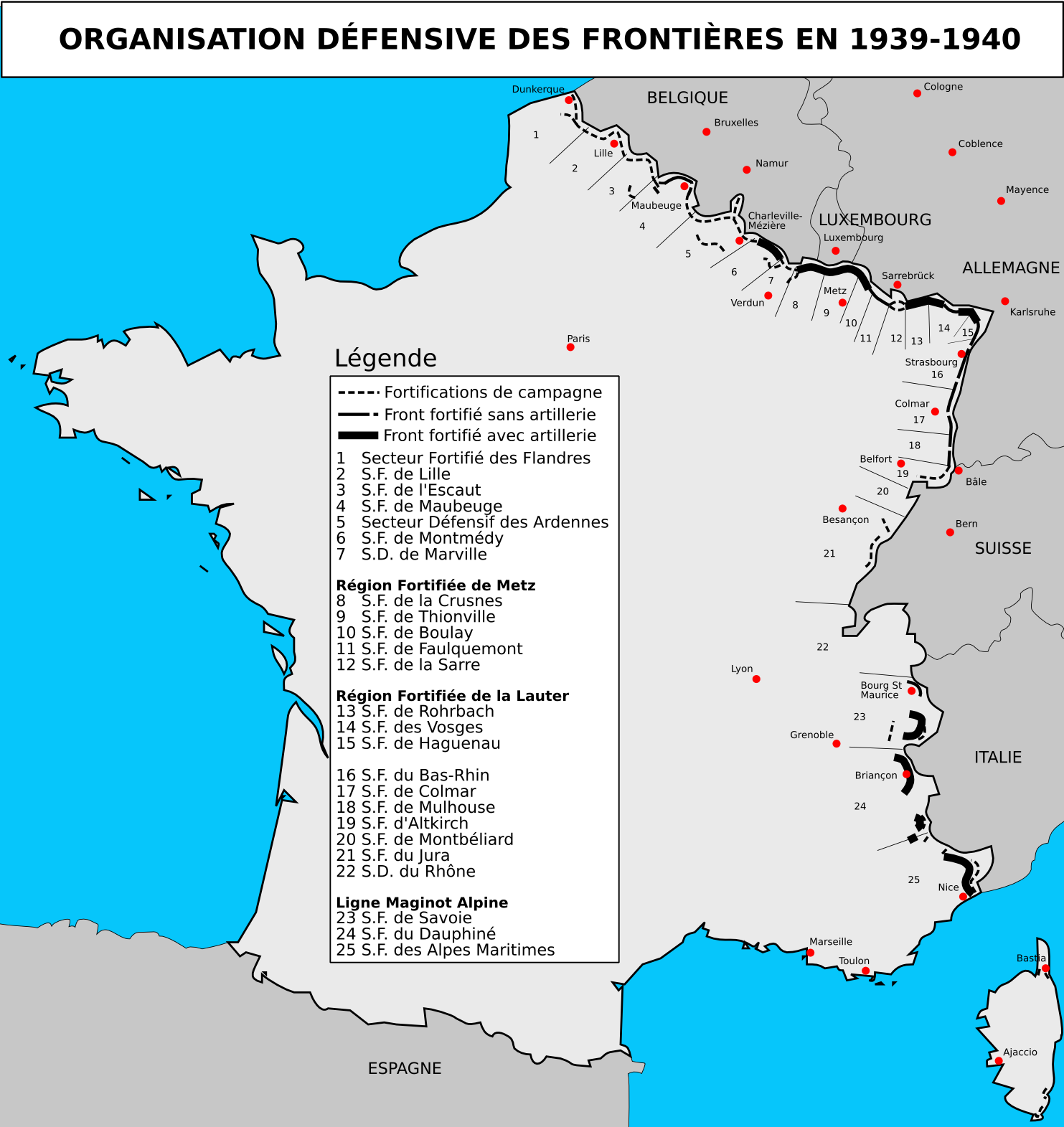
Carte de l'organisation en secteurs de la ligne Maginot.

Le secteur fortifié du Dauphiné (SFD) regroupait de 1924 jusqu'à 1940 les fortifications françaises se trouvant essentiellement dans le département des Hautes-Alpes et des Basses-Alpes, ainsi que les unités qui leur étaient affectées, notamment une puissante artillerie de position. Ce secteur constituait une partie de la ligne Maginot, située entre le secteur fortifié de la Savoie au nord et le secteur fortifié des Alpes-Maritimes au sud.
Il formait une ligne discontinue de 95 kilomètres le long de la frontière franco-italienne, de Névache (dans le département des Hautes-Alpes) jusqu'au hameau du Pra (commune de Saint-Dalmas-le-Selvage, à l'extrémité nord des Alpes-Maritimes). Les fortifications du secteur barraient les principales vallées et cols permettant de franchir les Alpes, notamment les débouchés du col de Montgenèvre (dans le Briançonnais) et du col de Larche (dans l'Ubaye) ; entre les deux, le massif du Queyras, plus difficile à traverser, était plus légèrement protégé.
Les ouvrages bétonnés du secteur (notamment ceux du Janus, de Roche-la-Croix et de Restefond) furent construits dans les années 1930, servirent pendant les combats de juin 1940 contre l'Armée italienne, puis de nouveau pendant ceux de l'hiver 1944-1945 (plusieurs furent occupés par les troupes allemandes). Les fortifications sont remises en état pendant les années 1950 dans le contexte de la guerre froide, pour être finalement abandonnées à partir de la fin des années 1960. Quelques ouvrages sont désormais ouverts aux touristes.
Pour un article plus général, voir Ligne Maginot.

## Organisation et unités
Le secteur fortifié était organisé dès l'entre-deux-guerres (avec une montée en puissance durant les années 1930), pour contrer une possible attaque brusquée de la part de l'Italie : une partie des unités nécessaires est pré-positionnée à proximité des ouvrages bétonnés, leur occupation et la mise opérationnelle de l'armement ne se faisant qu'en cas d'alerte. L'organisation du secteur a varié : établie en temps de paix, elle change une première fois lors de la mobilisation d'août 1939, puis avec la mise en place du dispositif hivernal (l'enneigement en haute-altitude forçant à évacuer plusieurs ouvrages et points d'appui), le redéploiement au printemps 1940 et enfin l'évacuation de juillet 1940 (après l'armistice).

### Temps de paix
Le secteur fortifié, qui a le rang d'une brigade, est en temps de paix sous le commandement de la 14e région militaire (QG à Lyon). Le secteur fortifié était divisé en trois « secteurs » (sans le titre fortifié) découpés selon les vallées (Briançonnais, Queyras et Ubaye), eux-mêmes étant encore subdivisés en « sous-secteurs » et enfin en « quartiers ». En cas de mise en alerte, le SFD dispose depuis 1935 de la 157e demi-brigade alpine de forteresse (157e DBAF : une demi-brigade est l'équivalent d'un régiment), du 154e régiment d'artillerie de position (154e RAP, partagé avec le secteur fortifié de la Savoie) et de détachements du génie issus des 4e (pour les électromécaniciens et les téléféristes) et 28e (pour les télégraphistes) régiments du génie. Ces éléments sont renforcés par la 27e division d'infanterie alpine (27e DIA, regroupant deux brigades d'infanterie et un régiment d'artillerie). Le commandant de la 27e DIA est en même temps chef du SFD : il s'agit depuis 1937 du général Georges Cartier, puis à partir de février 1939 du général Paul-André Doyen.
La 157e DBAF (surnommée officiellement la « demi-brigade du Dauphiné »), composée en 1935 à partir des IVe et Ve bataillons du 159e RIA, était subdivisée en deux bataillons alpins de forteresse (BAF) affectés chacun à une partie du secteur :
- le 72e bataillon alpin de forteresse (72e BAF) tient garnison à Briançon, avec sa 1re compagnie à la caserne de Vault, la 3e dans le fort du Randouillet, sa 2e détachée à Fort Queyras, sa SES à Aiguilles (dans le Queyras) et sa CEO dispersée dans les casernements des ouvrages du Briançonnais[3] ;
- le 73e BAF est affecté en garnison à Jausiers (caserne Breissand) et au fort de Tournoux, avec d'une part ses 1re et 3e compagnies dans le quartier de l'Ubayette (la 3e dans les casernements à proximité des ouvrages), d'autre part ses 2e et 4e compagnies dans le quartier de Restefond (la 4e en tant que CEO), tandis que sa SES stationne à Grande Serenne et au camp des Fourches[4].

Le 154e régiment d'artillerie de position avait son état-major et son IIe groupe en garnison à Grenoble (au quartier Bayard), avec une batterie à Tournoux (prête à occuper les ouvrages de Roche-la-Croix, de Saint-Ours Haut et de Restefond), le IIIe groupe à Briançon (à la caserne Colaud et au fort des Têtes, avec une batterie prête à monter au Janus) et le Ier groupe à Modane (dans le secteur fortifié de la Savoie),.

### Après la mobilisation
En août 1939, les unités de forteresse passent sur le pied de guerre par triplement des effectifs par l'arrivée des réservistes. La 157e DBAF est dissoute le 28 août 1939, chacun de ses bataillons servant à constituer une nouvelle demi-brigade et chacune des compagnies sert de noyau à la formation d'un nouveau bataillon : l'ancien 72e BAF sert à former les quatre bataillons de la 75e DBAF (les 82e, 92e, 72e et 102e BAF), tandis que l'ex-73e BAF donne naissance aux deux bataillons de la nouvelle 157e DBAF (83e et 73e BAF).
Le secteur passe sous commandement de l'armée des Alpes, au sein de son 15e corps d'armée. La grande unité de renforcement à la mobilisation est la 27e division d'infanterie alpine (27e DIA, d'active), remplacée en novembre 1939 par la 64e division d'infanterie (de réserve série B), les meilleures divisions de l'Armée des Alpes étant envoyées sur le front du Nord-Est.
En juin 1940, l'infanterie affectée dans les avant-postes et les ouvrages, ainsi que les troupes d'intervalle, sont fournis essentiellement par :
- la 75e DBAF pour les vallées du Briançonnais et du Queyras :
  - le 82e BAF dans le sous-secteur Haut-Clarée – Guisane (le nord du Briançonnais : Buffère–Granon) ;
  - le 72e BAF dans le sous-secteur Haute-Durance – Cerveyrette (l'est du Briançonnais : Gondran–Aittes) ;
  - le 92e BAF dans le quartier Guil (puis Sommet-Bucher) ;
  - le 102e BAF dans le quartier Ceillac (ou Cristillan–Tronchet) ;
- la 157e DBAF dans le secteur Ubaye :
  - le 83e BAF dans le sous-secteur Ubaye–Ubayette ;
  - le 73e BAF dans le sous-secteur Jausiers.

L'artillerie dépendait désormais du 154e régiment d'artillerie de position (154e RAP) pour le Briançonnais et du 162e RAP pour l'Ubaye, tandis que les sapeurs sont regroupés depuis la fin août 1939 dans le 216e bataillon du génie de forteresse (commun à tout le secteur, dissous le 15 mars 1940) : sa 1re compagnie (216/1) est affectée au Briançonnais, tandis que sa 2e (216/2) l'est au Queyras et à l'Ubaye, complétées par la 81e compagnie télégraphique (216/81), la 82e compagnie radio (216/82), ainsi que le 325e groupement de compagnies téléféristes (325/1, 325/2 et 325/3).
Les troupes de la 64e division d'infanterie renforçaient les intervalles entre les fortifications et assuraient la garnison d'une partie des avant-postes : son infanterie était composée des 299e RI, 87e, 107e, 86e, 91e et 95e BCA, avec pour artillerie les 93e RAM (équipé de canons de 75 mm M modèle 1928) et 293e RALD (armé avec des canons de 155 mm C 1917) ; le 14e corps d'armée rajoutant un groupe du 114e RALH (qui aligne des canons de 105 mm L modèle 1913).
À partir de la fin d'avril 1940, la 64e DI prend le commandement des vallées du Queyras et de l'Ubaye ; le SFD ne concerne désormais que les vallées du Briançonnais. Le PC du SFD était situé à La Roche-de-Rame (Hautes-Alpes) et celui de la 64e division d'infanterie à Embrun (Hautes-Alpes). En 1940, ils étaient dirigés respectivement par le général Henri Cyvoct (sl) (le gouverneur militaire de Briançon avant le 3 septembre 1939) et le général Pierre Robert de Saint-Vincent.

## Composants
Par rapport à la ligne Maginot du Nord-Est, celle du Sud-Est (alpine) avait été conçue différemment. En effet le relief montagneux des Alpes facilite la défense : il est plus difficile de faire avancer une armée en haute-montagne que dans les plaines et plateaux du Nord-Est de la France. Les ouvrages de la ligne alpine sont donc implantés pour verrouiller les points de passage importants (les cols et les vallées) et non en une ligne continue. On n'a pas, comme dans le Nord-Est, une ligne de feu ininterrompue, mais plutôt un barrage ponctuel solide soit en action frontale, soit en flanquement. On peut noter cependant que ces gros ouvrages sont moins fortement bétonnés et cuirassés (l'artillerie lourde est quasiment impossible à mettre en place en montagne) et certains sont même dépourvus de système de filtration d'air contre les gaz de combat (une attaque aux gaz sur un relief escarpé n'aurait quasiment aucun effet).
Le secteur fortifié du Dauphiné est centré sur le Briançonnais et la vallée de l'Ubaye : ses ouvrages verrouillent les points de passage importants vers Briançon (cols de Montgenèvre à (1 854 mètres, de l'Échelle, etc.) et d'entrée dans l'Ubaye (col de Larche à 1 948 mètres, débouchés de la vallée de la Stura, etc.). L'approche de Briançon est défendue par le gros ouvrage du Janus, tandis que la vallée de l'Ubayette est barrée par les gros ouvrages de Roche-la-Croix et de Saint-Ours Haut. L'ouvrage du Col-de-Restefond est resté inachevé à cause de son altitude : plus de 2 000 m, le plus haut de la ligne.
L'organisation ci-dessous, détaillant les différents sous-secteurs et quartiers, les unités chargées de les défendre ainsi que la liste des ouvrages, correspond à la situation au 10 juin 1940 (l'organisation du temps de paix n'est pas la même, ni celle mise en place lors de la mobilisation d'août 1939, ni encore celle du dispositif de l'hiver 1939-1940).

### Briançonnais

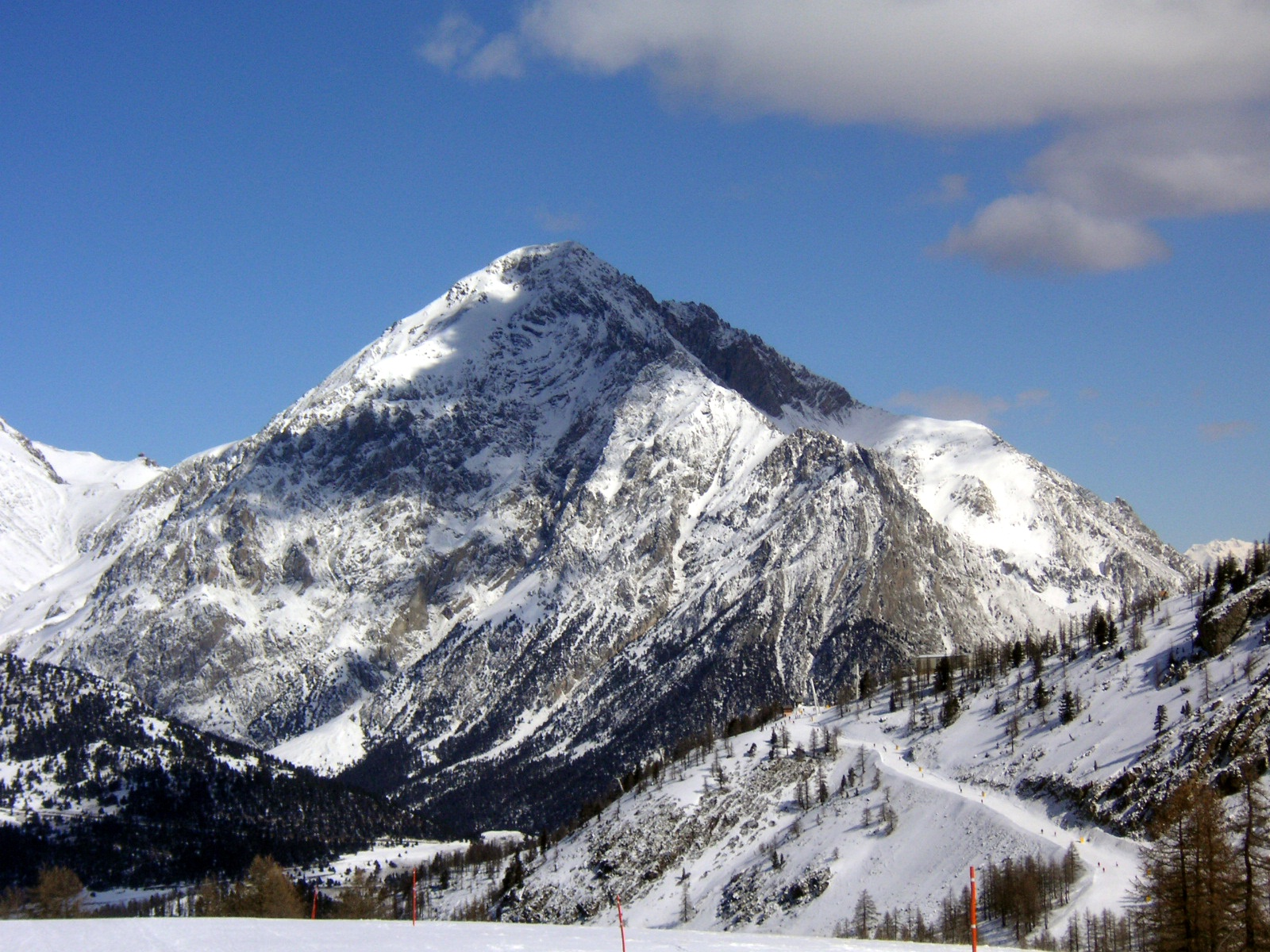
Le mont Chaberton (italien jusqu'en 1947), vu depuis le col de Montgenèvre. Le fort italien, construit au sommet entre 1906 et 1910, était armé de huit canons de 149 mm/36 montés sous tourelle : ils pouvaient tirer jusqu'à Briançon.

Le Briançonnais est centré sur la haute vallée de la Durance, c'est-à-dire le débouché du col de Montgenèvre pour rejoindre Grenoble (par la N 91) ou Gap (par la N 94) en venant d'Italie, ainsi qu'un tronçon de la route de rocade passant par le col d'Izoard et le col du Lautaret. C'est pourquoi la place forte de Briançon avait été développée du temps de Vauban (enceinte urbaine ainsi que les forts détachés des Salettes, des Trois Têtes, d'Anjou, Dauphin et du Randouillet) puis de Séré de Rivières (ceinture des forts de l'Olive, de Lenlon, de Malfosse, de la Croix-de-Toulouse, de l'Infernet, du Janus, du Gondran, de la Lausette, de la Grande-Maye et de la Croix-de-Bretagne).
Mais au début du XXe siècle, l'augmentation de la portée de l'artillerie et la construction par les Italiens du fort du Chaberton (à 3 131 m) remettent en cause le dispositif. Dans le cadre de la modernisation des fortifications françaises, un projet est présenté à la Commission d'organisation des régions fortifiées (CORF) le 9 novembre 1929, prévoyant la construction de huit ouvrages bétonnés (au col de Buffère, au col de Granon, sous le fort de l’Olive, à l'ouest des Alberts, sous le Janus, sous le Gondran C, sur la cote 2237 et aux Aittes). Faute de moyens financiers (la loi Maginot étant insuffisante), ce programme est dans un premier temps réduit par la CORF dès le 12 mars 1930 à quatre ouvrages (Alberts, Janus, Gondran C et les Aittes) ; puis le 28 mai 1930, le maréchal Philippe Pétain tranche en ordonnant de consacrer les moyens sur la défense des Alpes-Maritimes et de la Maurienne.
Il ne reste que six millions de francs pour Briançon, obtenus par le général Charles Belhague pour financement l'aménagement du Janus ; tout le reste devait attendre. À partir de 1936, quelques petits ouvrages sont finalement réalisés, en rognant sur les dépenses, notamment en utilisant de la main-d'œuvre militaire (la MOM) et du matériel voire de l'armement de récupération. Les avant-postes (Plampinet et Chenaillet) ne sont réalisés qu'après la mobilisation, le tout complété par quelque 149 petits blockhaus MOM, surnommés « pilules briançonnaises », regroupés en points d'appui. Pour traiter le problème du fort italien du mont Chaberton, le secteur reçoit à partir de la mobilisation de 1939 le soutien d'un « groupement d'artillerie à missions spéciales » :

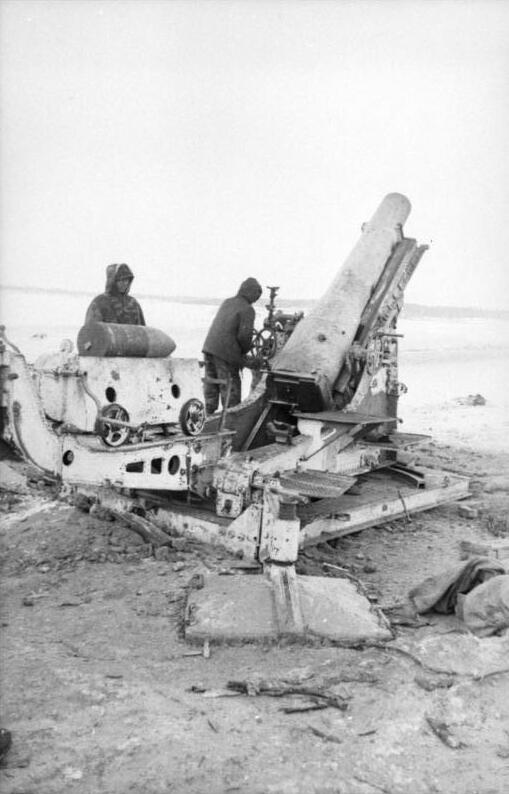
Un des puissants mortiers de 280 mm C modèle 1914 Schneider (ici en Russie en 1944).

- 6e batterie du 154e RAP (intégrée au Ier groupe) à Poët-Moran et Ayrette (quatre mortiers de 280 mm C modèle 1914 Schneider et deux mortiers de 220 mm C modèle 1916 Schneider) ;
- 8e batterie du 154e RAP (intégrée au IIIe groupe) au col de Granon (quatre canons de 145⁄155 mm L 1916 Ruelle – Saint-Chamond) et au Cros à Briançon (deux canons de 194 mm GPF sur affût chenillé (en)) ;
- 2e batterie du 374e RALVF sur voie ferrée (deux canons de 194 mm modèle 1870/1893 sur affût-truck TAZ (it))[15].

#### Sous-secteur Haute-Clarée – Guisane
Le sous-secteur de la Haute-Clarée et de la Guisane est confié au 82e BAF, avec son PC au bois du Villar. Il a pour mission de défendre l'extrémité nord du Briançonnais, avec le soutien du IIIe groupe du 154e RAP :
- 9e batterie aux Barteaux (deux canons de 155 mm L modèle 1877 et deux mortiers de 150 mm T modèle 1917 Fabry) et à Poët-Ollagnier (deux canons de 155 mm L modèle 1877) ;
- 10e batterie[n 5] sur le Sapey (trois canons de 65 mm M modèle 1906), sur la montagne de Sachet (trois 65 mm et quatre canons de 75 mm modèle 1897) et au fort de l’Olive (sous casemate, deux canons de 75 mm)[16].

##### Quartier Chardonnet
Le quartier du Chardonnet doit couvrir les cols du Chardonnet (à 2 638 mètres d'altitude), du Raisin (à 2 691 m) et de Roche Noir (2 693 m), qui permettent de passer de la vallée de la Clarée à celle de la Guisane (où passe la route reliant Briançon à la Maurienne par le col du Galibier). Mais ces cols sont franchissables que par des sentiers difficiles d'accès : aucun ouvrage fortifié n'a donc été construit en temps de paix ; seuls des points d'appui ont été aménagés à partir de la mobilisation de 1939 sur les cols et plus bas au nord-est au refuge du Chardonnet.

##### Quartier Buffère–Granon
Le quartier est composé d'avant-postes couvrant le nord de la place de Briançon, contrôlant les cols de Buffère et de Granon.
- point d'appui des Thures (45° 02′ 25,76″ N, 6° 38′ 07,98″ E) ;
- point d'appui du Col-de-l'Échelle (45° 01′ 43,54″ N, 6° 39′ 22,29″ E) ;
- petit ouvrage du Col-de-Buffère (inachevé, 44° 59′ 27″ N, 6° 33′ 35″ E) ;
- petit ouvrage du Col-de-Granon (inachevé, 44° 58′ 00″ N, 6° 36′ 58″ E).

##### Quartier Peyrolles
- blockhaus des Acles (construit en 1904, 45° 01′ 12″ N, 6° 41′ 54″ E) ;
- blockhaus de l'Enlon (1891-1893, 44° 59′ 11″ N, 6° 38′ 18″ E) ;
- avant-poste de Plampinet (inachevé, 45° 00′ 07″ N, 6° 39′ 38″ E) ;
- fort de l’Olive (construit en 1881-1882, 44° 59′ 49″ N, 6° 38′ 46″ E).

#### Sous-secteur Haute-Durance – Cerveyrette
Le sous-secteur de la Haute-Durance et de la Cerveyrette est confié au 72e BAF, avec pour mission principale d'interdire le débouchée du col de Montgenèvre (à 1 850 mètres d'altitude) et plus accessoirement du col de Bousson (à 2 154 m, donnant sur la vallée de la Cerveyrette). Le sous-secteur dispose du soutien de deux groupes du 154e RAP :
- Ier groupe affecté au quartier Gondran–Aittes :
  - 1re batterie à l'Ombilic (quatre canons de 75 mm modèle 1897), au Gondran D (trois canons de 65 mm modèle 1906), à Poët-Morand (quatre canons de 155 mm C Saint-Chamond, l'Eyrette (quatre canons de 75 mm), Gondran et Clot de l'Infernet (deux mortiers de 150 mm T) ;
  - 3e batterie autour du blockhaus de la Lausette (quatre canons de 75 mm, six canons de 120 mm L modèle 1878 et deux mortiers de 150 mm T) et au Laus (trois canons de 65 mm modèle 1906) ;
  - 11e batterie dans l'ouvrage du Janus ;
- IIe groupe affecté au quartier Vachette–Janus :
  - 2e batterie au Champ-de-Mars de Briançon (quatre canons de 155 mm L modèle 1877), à Fontchristiane (quatre canons de 155 mm L modèle 1877/14 et à Serre-Paix (quatre canons de 105 mm L modèle 1913) ;
  - 4e batterie au fort Dauphin (quatre canons de 75 mm) et à Malafosse (quatre canons de 65 mm) ;
  - 5e batterie au moulin Faure (quatre canons de 75 mm) et avenue du Lautaret (quatre canons de 155 mm C Saint-Chamond) ;
  - 7e batterie au fort de la Croix-de-Bretagne (quatre canons de 155 mm L modèle 1877 et quatre canons de 105 mm modèle 1913)[18].

##### Quartier Vachette–Janus
- barrage rapide de Montgenèvre (44° 55′ 37″ N, 6° 42′ 28″ E) ;
- point d'appui du Rocher-Diseur (ou Rocher de Dix-Heures, 44° 55′ 55,89″ N, 6° 42′ 03,88″ E) ;
- point d'appui du Bois-de-Sestrières (44° 55′ 29,35″ N, 6° 42′ 29,14″ E) ;
- ouvrage de la Vachette (à peine commencé, 44° 55′ 17″ N, 6° 40′ 23″ E) ;
- barrage de route du Pont-de-la-Vachette (44° 55′ 01″ N, 6° 40′ 28″ E) ;
- abri de La Lame (44° 54′ 29,8″ N, 6° 40′ 22,18″ E) ;
- gros ouvrage du Janus (44° 54′ 41″ N, 6° 42′ 38″ E) ;
- avant-poste du Chenaillet (inachevé, 44° 54′ 09″ N, 6° 44′ 25″ E).

##### Quartier Gondran–Aittes
- ouvrages d'infanterie du Gondran A (1886-1893, 44° 54′ 11″ N, 6° 42′ 38″ E), Gondran B (44° 54′ 01″ N, 6° 42′ 41″ E), Gondran C (44° 53′ 38″ N, 6° 42′ 49″ E) et Gondran D (44° 53′ 25″ N, 6° 42′ 41″ E) ;
- petit ouvrage du Gondran E (44° 53′ 35″ N, 6° 43′ 13″ E) ;
- point d'appui du Bois-des-Bans (44° 52′ 29,71″ N, 6° 43′ 38,56″ E) ;
- petit ouvrage des Aittes (44° 52′ 38″ N, 6° 44′ 38″ E) ;
- observatoire du fort de l'Infernet (1876-1880, 44° 53′ 41″ N, 6° 40′ 54″ E).

### Queyras

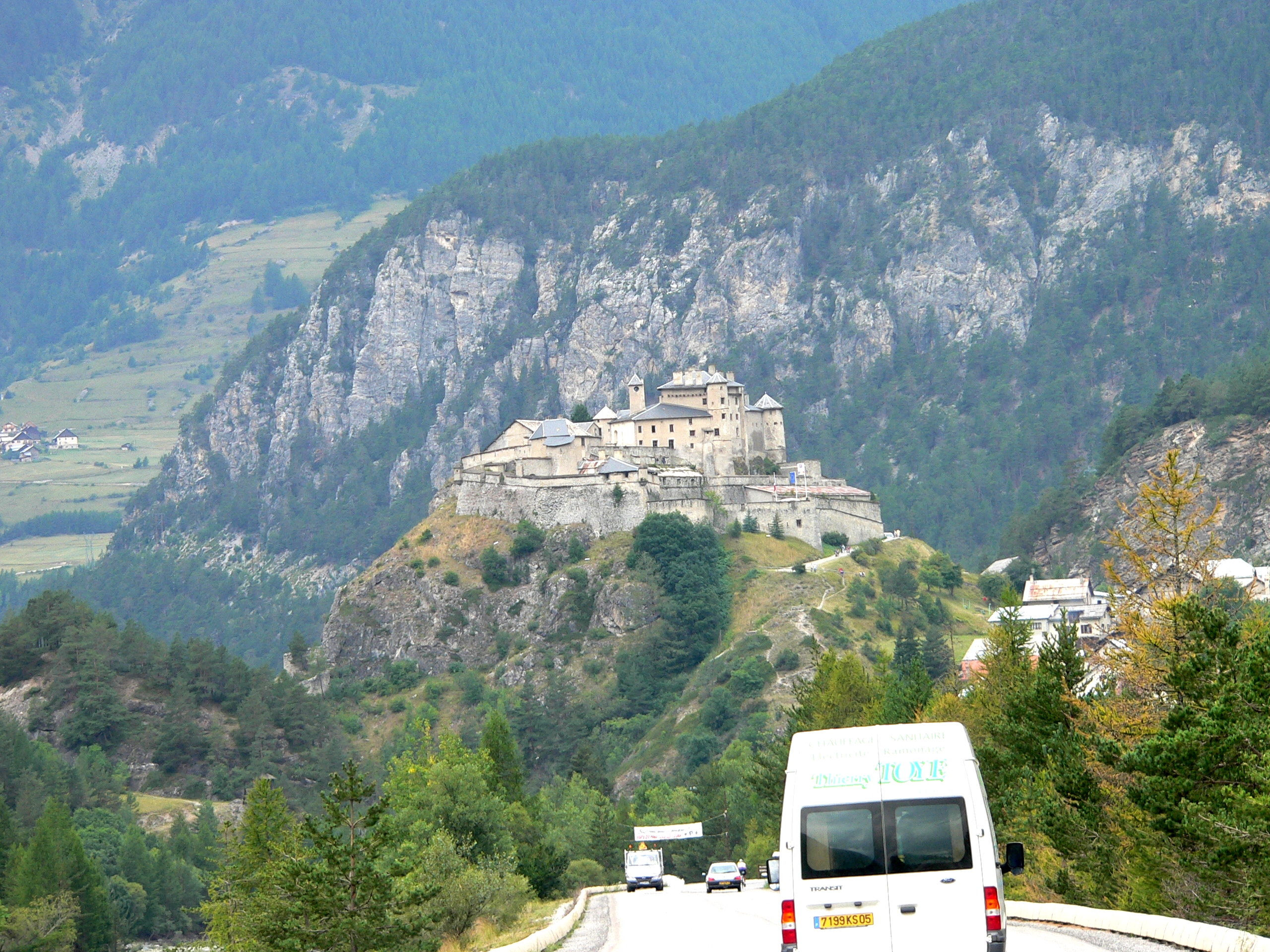
L'axe principal traversant le massif du Queyras est la vallée escarpée de la Guil, avec au milieu Fort Queyras sur son petit piton rocheux.

Dans le massif du Queyras, seuls des sentiers muletiers traversent la frontière pour rejoindre les petites vallées. Le meilleur point de passage est le col Agnel, à 2 744 mètres d'altitude, mais il est bloqué par la neige une bonne partie de l'année et seul un sentier y passe (la route actuelle D 205T n'a pas encore été construite pour des raisons militaires). En conséquence, les fortifications y sont assez légères, s'appuyant sur plusieurs points d'appui composés chacun de petits blockhaus MOM (les « pilules de Briançon », avec seulement une dalle de béton armé de 60 cm et un FM pour armement), complétés par les vieux murs remontant à Vauban de Fort Queyras (au milieu de la vallée du Guil) et de Mont-Dauphin (en arrière de la position, à la confluence du Guil et de la Durance). La défense est confiée aux 92e et 102e BAF, épaulés à partir du 10 mai 1940 par la 45e demi-brigade de chasseurs alpins (les 87e et 107e BCA), soutenus par le IIIe groupe du 162e RAP et à partir d'avril par le IIIe groupe du 93e RAM :
- 7e batterie du 162e RAP à Saint-Martin (deux canons de 65 mm modèle 1906), au Malrif (deux canons de 65 mm), Meyries (six canons de 65 mm) et Aiguilles (quatre canons de 105 mm modèle 1913) ;
- 8e batterie du 162e RAP à Villargaudin (deux 95 mm SP modèle 1888), Montbardon (quatre canons de 105 mm L modèle 1913) et Plan de Phazy (deux canons de 155 mm L modèle 1877)[21] ;
- trois batteries du 93e RAM (chacune à quatre canons de 75 mm M modèle 1928)[22].

#### Sous-secteur du Guil
Le sous-secteur du Guil, regroupe toutes les défenses du Queyras. La 75e DBAF et la 45e DBCA ont établi leur PC à Guillestre, puis à Villargaudin (en aval de Fort Queyras).

##### Quartier du Péas
Le quartier du Péas est confié au 107e BCA, avec PC à La Motte Tremblante (sur la rive orientale du lac de Roue). Le quartier a la charge du Nord du massif, avec notamment le vallon menant au col de Péas (à 2 629 mètres d'altitude) qui communique avec la haute vallée de la Cerveyrette (dans le Briançonnais). Un blockhaus pour FM a été construit au col de la Crèche.

##### Quartier du Queyras
Le quartier du Queyras est défendu par la 2e compagnie du 92e BAF, renforcée par deux compagnies du 87e BCA, avec PC à Fort Queyras. Ces unités doivent défendre la vallée du Guil et sa route (alors N 547, renommée ensuite en D 947) en s'appuyant sur les points d'appui de Fort Queyras, des Meyriès (au nord-ouest de Château-Ville-Vieille), à Aiguilles et à Abriès (ce dernier construit tardivement).

##### Quartier du Sommet-Bûcher
Le quartier du Sommet-Bûcher est confié aux 1re et 3e compagnies du 92e BAF, complétées par une compagnie du 87e BCA, avec PC sur le Sommet-Bûcher. Ses points d'appui sont sur le Sommet-Bûcher (qui culmine à 2 254 mètres au sud-est de Fort Queyras et au nord-ouest de Molines) et à Saint-Simon (la chapelle de Saint-Simon est un col à 2 196 m d'altitude, à l'ouest de Molines).

##### Quartier Ceillac
Le quartier de Ceillac est confié au 102e BAF, avec PC au col de Bramousse. Il doit défendre le Sud du massif, notamment la combe de Ceillac, avec comme subdivisions les sous-quartiers du Cristillan-Le Villard et du Tronchet-La Clapière. Un abri alpin a été construit au col Fromage (à 2 386 mètres d'altitude).

### Ubaye

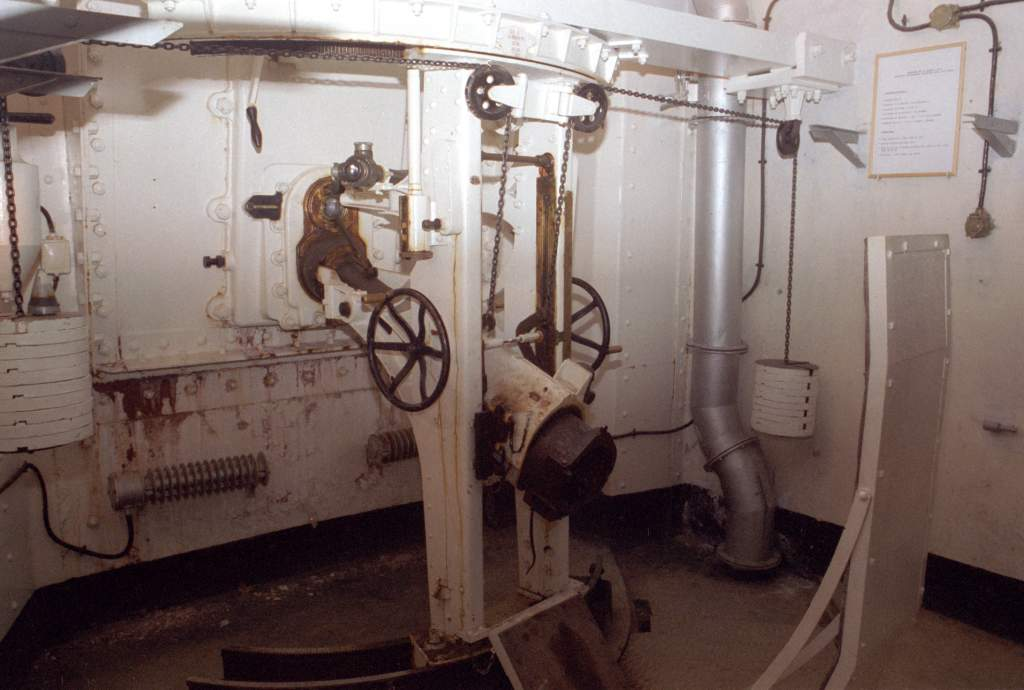
Le mortier de 75 mm du bloc 2 de l'ouvrage de Saint-Ours Haut : perché à 1860 mètres d'altitude sur le versant nord de la vallée de l'Ubayette, il assure avec l'artillerie du bloc 5 de l'ouvrage de Roche-la-Croix le barrage de Larche.

Le secteur Ubaye a la charge de défendre la vallée de l'Ubayette et celle de l'Ubaye, où passait la N 100 (l'actuelle D 900) descendant du col de Larche. La facilité d'accès par ce col et cette route a entrainé la fortification de la vallée dès le début du XIXe siècle, avec le fort de Tournoux, renforcé sous Séré de Rivières par une série de batteries (Roche-la-Croix, Mallemort, Viraysse et Cuguret). La CORF décide en 1929 non seulement de renforcer le barrage en aval du col (gros ouvrages de Roche-la-Croix et de Saint-Ours Haut, ainsi que le petit ouvrage de Saint-Ours Bas), mais aussi les environs du col de la Bonette, plus au sud (gros ouvrage de Restefond, couvrant les petits ouvrages du Col-de-Restefond, des Granges-Communes et du Col-de-la-Moutière).

#### Sous-secteur Ubaye – Ubayette
Le sous-secteur de l'Ubaye et de l'Ubayette, confié au 83e BAF, a la charge de défendre les vallées de ces deux cours d'eau.
- IIe groupe du 114e RALH à Saint-Paul, Gleizolles et Chatelard :
  - groupement A 1 d'appui direct à Grande-Serenne (14 canons de 105 mm L modèle 1913) ;
  - groupement A 2 d'appui direct (19 canons de 105 mm L modèle 1913) ;
  - groupement A 3 d'action d'ensemble (36 canons de 105 mm L modèle 1913)[23] ;
- Ve groupe du 293e RALD à Saint-Ours, à l'ancien camp de Roche-la-Croix et au village de Tournoux (canons de 155 mm C modèle 1917) ;
- IIe groupe du 162e RAP :
  - 4e batterie à Fontvive (quatre canons de 75 mm modèle 1897) et à Meyronnes (quatre canons de 105 mm L modèle 1913) ;
  - 5e batterie au Castelet (deux canons de 65 mm M modèle 1906 et deux canons de 105 mm modèle 1913), au Vallon-Claus (deux canons de 75 mm modèle 1897) et à La Barge (deux canons de 65 mm M modèle 1906) ;
  - 5e batterie au Caures (deux canons de 75 mm sous casemate et quatre canons de 155 mm L modèle 1877) et à La Charbonnière (deux canons de 155 mm L modèle 1877) ;
- groupe d'ouvrage du 162e RAP :
  - 11e batterie aux Gleizolles (quatre canons de 155 mm C Saint-Chamond) à Viraysse (quatre mortiers de 150 mm T) et dans la batterie XII de Tournoux (deux canons de 95 mm de marine) ;
  - 12e batterie dans l'ouvrage de Saint-Ours Haut ;
  - 13e batterie dans l'ouvrage de Roche-la-Croix[24].

##### Quartier Saint-Paul
Le quartier de Saint-Paul couvre la haute-vallée de l'Ubaye. Il est confié à la 1re compagnie du 83e BAF, renforcée par le Ier bataillon du 299e RIA.
- petit ouvrage de la Plate-Lombarde (44° 30′ 55,27″ N, 6° 49′ 29,94″ E) ;
- point d'appui de Fouillouse Haut (44° 31′ 45,09″ N, 6° 47′ 52,41″ E) ;
- point d'appui du Châtelet (ou du Castelet, 44° 32′ 14,31″ N, 6° 47′ 00,68″ E).

##### Quartier Meyronnes
Le quartier de Meyronnes, confié au 83e BAF, couvre la vallée de l'Ubayette, où passait la route descendant du col de Larche (à 1 991 mètres d'altitude), d'où le nom de « barrage de Larche ».
- barrage de route du Cimetière-de-Larche (44° 27′ 02″ N, 6° 50′ 50″ E) ;
- avant-poste de Larche (44° 27′ 17,51″ N, 6° 50′ 24,36″ E) ;
- batterie de Viraysse (Séré de Rivières 1886, 44° 28′ 21,21″ N, 6° 51′ 29,79″ E) ;
- gros ouvrage de Roche-la-Croix (44° 28′ 04,69″ N, 6° 47′ 58,56″ E) ;
- batterie supérieure de Roche-la-Croix (Séré de Rivières 1889, 44° 27′ 53,16″ N, 6° 47′ 57,98″ E) ;
- petit ouvrage de Saint-Ours Bas (44° 28′ 16,88″ N, 6° 48′ 31,8″ E) ;
- gros ouvrage de Saint-Ours Haut (44° 28′ 37,43″ N, 6° 48′ 59,82″ E) ;
- abri nord-ouest de Fontvive (44° 28′ 39,95″ N, 6° 48′ 23,65″ E) ;
- abri nord-est de Saint-Ours (44° 28′ 51,43″ N, 6° 48′ 42,13″ E) ;
- abri de l'Ancien-Camp (44° 28′ 07,25″ N, 6° 47′ 29,25″ E) ;
- observatoire de Serre-la-Plate (44° 28′ 59,14″ N, 6° 47′ 23,31″ E) ;
- fort de Tournoux (construit en 1839-1869, 44° 28′ 11″ N, 6° 45′ 14″ E) ;
- batterie des Caurres (batterie haute de Tournoux construite en 1879, 44° 28′ 15″ N, 6° 44′ 55″ E) ;
- observatoires de La Duyère 1 (anciens postes optiques Séré de Rivières 1894, 44° 27′ 27″ N, 6° 48′ 02″ E), La Duyère 2 (44° 27′ 11″ N, 6° 48′ 03″ E), La Duyère 3 (44° 27′ 00″ N, 6° 47′ 36″ E) et La Duyère 4 (44° 26′ 45″ N, 6° 47′ 31″ E) sur la crête de La Duyère (Tête de Siguret).

#### Sous-secteur Jausiers

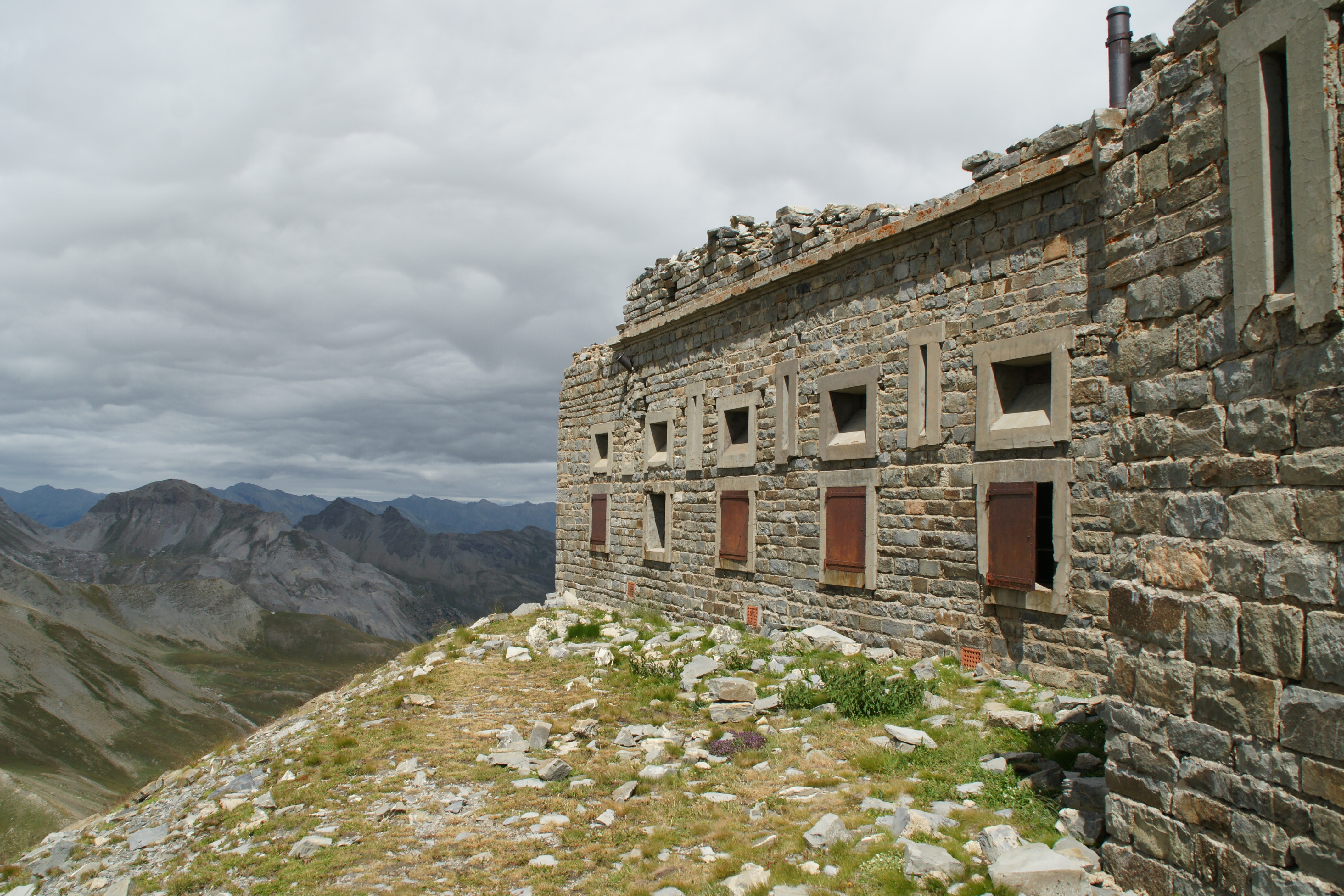
Le fortin de la Pelousette, un élément du système Séré de Rivières se situant à 2760 mètres d'altitude, repris comme point d'appui au sein de la ligne Maginot.

Le sous-secteur de Jausiers, confié au 73e BAF, est principalement composé du « barrage de Restefond ».
- groupe d'ouvrage du 162e RAP :
  - 9e batterie au faux col de Restefond (quatre canons de 65 mm M modèle 1906), à La Moutière (deux canons de 75 mm modèle 1897) et dans la batterie de Cuguret (deux canons de 95 mm SP modèle 1888) ;
  - 14e batterie dans l'ouvrage de Restefond et au camp de Restefond (quatre canons de 155 mm L modèle 1877 et quatre canons de 155 mm C Saint-Chamond)[24].
- groupe du 93e RAM[25].

##### Quartier des Sagnes
Le quartier des Sagnes a pour mission de défendre le vallon des Sagnes (du torrent d'Abriès), qui n'est relié à l'Italie que par deux sentiers passant par le col du Quartier d'Août (à 2 645 mètres d'altitude) et le pas de la Cavale (à 2 671 m). La CORF avait prévu la construction d'un gros ouvrage au niveau du lac des Sagnes, avec des obusiers de 75 mm et des mortiers de 81 mm, mais faute de financement, seul un point d'appui fut tardivement construit par la MOM.
- point d'appui de Pelousette (sur la cime de Pelousette, datant de 1892-1902, 44° 20′ 34,91″ N, 6° 51′ 20,09″ E) ;
- point d'appui des Sagnes (44° 23′ 20,86″ N, 6° 49′ 52,17″ E) ;
- batterie de Cuguret (1884-1886, 44° 25′ 25,82″ N, 6° 45′ 30,04″ E).

##### Quartier Restefond

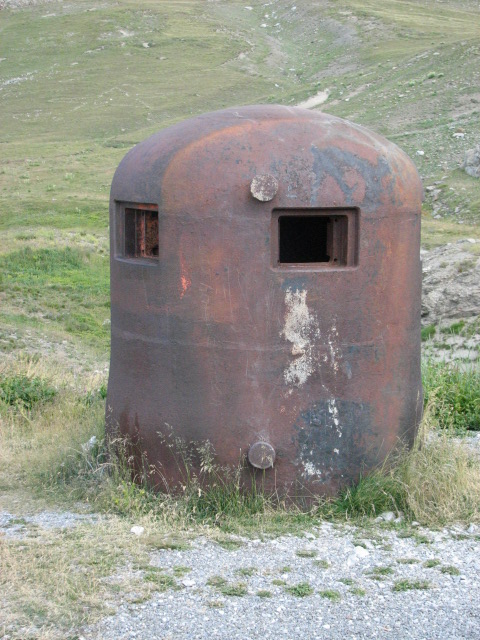
Plusieurs ouvrages du quartier de Restefond sont restés inachevés, l'enneigement freinant les travaux : ici une cloche GFM abandonnée avant son installation.

Le quartier de Restefond doit interdire le passage par le col de Restefond (à 2 680 m d'altitude), par le faux col de Restefond (2 656 m), le col de la Bonette (2 715 m) et le col de Raspaillon (2 513 m).
- blockhaus de Ventabren (44° 20′ 22,52″ N, 6° 52′ 07,8″ E) ;
- petit ouvrage des Granges-Communes (inachevé, 44° 20′ 20,05″ N, 6° 49′ 50,34″ E)) ;
- petit ouvrage du Col-de-Restefond (abri actif, 44° 20′ 05,92″ N, 6° 48′ 36,19″ E)) ;
- gros ouvrage de Restefond (inachevé, 44° 19′ 48,12″ N, 6° 48′ 31,04″ E) ;
- fortin du Restefond (1900-1906, 44° 20′ 39,71″ N, 6° 47′ 49,01″ E) ;
- avant-poste du Col-des-Fourches (44° 19′ 59,85″ N, 6° 52′ 15,8″ E) ;
- position du Mont des Fourches (blockhaus des Fourches, 44° 19′ 39,78″ N, 6° 52′ 13,58″ E) ;
- camp des Fourches (44° 20′ 01,07″ N, 6° 51′ 55,14″ E).

##### Quartier Rougna

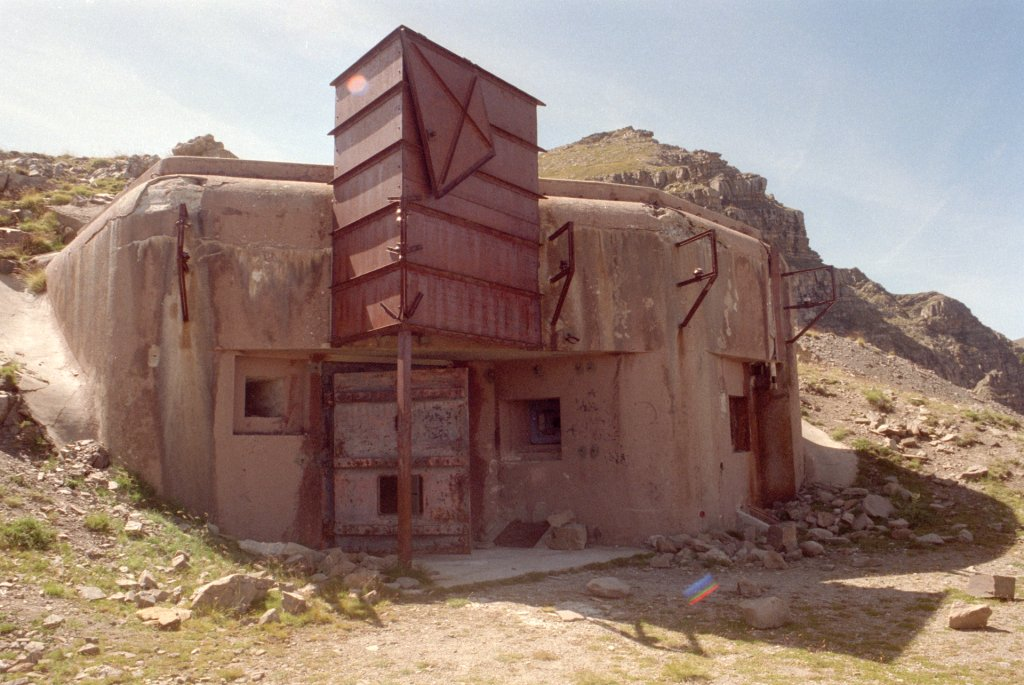
Le bloc d'entrée de l'ouvrage du Col-de-la-Moutière : la structure métallique au-dessus de la porte blindée permet l'accès, même sous un très fort enneigement.

Le quartier Rougna a son commandement au PC du Col-de-Colombart.
- avant-poste du Pra (44° 19′ 20,46″ N, 6° 52′ 54,83″ E) ;
- point d'appui du Lauzarouotte sur le Rocher-du-Prêtre (44° 18′ 47,25″ N, 6° 52′ 07,24″ E) ;
- point d'appui de Las Planas sur la Tête-de-Vinaigre (1885-1890, 44° 18′ 25,6″ N, 6° 52′ 49,96″ E) ;
- petit ouvrage du Col-de-la-Moutière (44° 18′ 53,85″ N, 6° 47′ 44,89″ E) ;
- abris alpins de la Moutière (44° 18′ 39,92″ N, 6° 47′ 23,06″ E).

## Histoire

### Projets et construction
Du milieu du XIXe siècle jusqu'à la fin du XXe, les forces armées fondent leur force sur le service militaire et l'appel aux réservistes : les opérations de mobilisation et de déploiement au tout début d'un conflit sont donc pour elles une période à hauts risques, les états-majors craignant une attaque brusquée de l'adversaire. Les différents États européens vont donc abondamment fortifier leurs frontières.

#### Face au danger italien
En France, la modernisation des défenses est envisagée dès les années 1920, notamment le long de la frontière du Sud-Est, dans un contexte de montée des tensions entre la République française et le royaume d'Italie dû à l'irrédentisme italien du Parti national fasciste désormais au pouvoir, au moment où les élections de 1924 donnent un gouvernement français plus pacifiste. Pour les Français, l'heure est à l'évacuation de la Ruhr et aux projets de fortification des frontières. Un « secteur fortifié des Hautes-Alpes » est donc créé en 1924 (comprenant aussi les quelques fortifications du département des Basses-Alpes), avec siège à Gap, puis renommé en 1933 « secteur fortifié du Dauphiné ». En 1926, Benito Mussolini prononce des discours réclamant la Savoie, Nice, la Corse et de la Tunisie ; des incidents de frontière ont lieu en automne 1926.
À partir du printemps 1927, les vieux postes en haute montagne sont réoccupés, comme dans les Hautes-Alpes aux Accles et sur le Gondran par des petits détachements du 159e RIA (le régiment de Briançon). En décembre 1925 est créée la Commission de défense des frontières (CDF) ; en août 1926, son président demande au général Jean-Marie Degoutte (désigné en 1925 comme commandant de l'armée des Alpes en cas de conflit) un mémoire sur la défense des Alpes. Ce document est intégré au rapport du 6 novembre 1926 de la CDF sur la fortification de l'ensemble des frontières orientales françaises : il est prévu de fortifier toutes les routes passant par les cols et le littoral.
En décembre 1927, le général Degoutte présente un projet d'ensemble plus précis réalisé par les officiers du génie des 14e et 15e régions militaires, comprenant sur l'ensemble des Alpes un total de 414 sites à fortifier (fortins d'artillerie, ouvrages d'infanterie, observatoires, PC, abris et batteries), sans compter 45 forts plus anciens à intégrer ; le coût total est estimé à environ 500 millions de francs. Ce programme est refusé par la CDF lors de sa réunion du 11 janvier 1928 : les ouvrages sont jugés trop petits, trop nombreux (il faudrait 18 bataillons pour les garnir) et trop près de la frontière. Le général Étienne Fillonneau est chargé de rédiger un nouveau rapport, présenté à la CDF le 12 novembre 1928 : il s'agit désormais de faire de plus gros ouvrages, moins nombreux (75, sans compter 28 anciens forts à améliorer) et plus loin de la frontière, pour une dépense estimée de 700 millions. Le nouveau projet est accepté par le ministre de la Guerre Paul Painlevé le 19 mars 1929.

#### Un financement difficile
En 1929, la Commission d'organisation des régions fortifiées (CORF) créé trois délégations à Grenoble, Briançon et Nice, qui ont autorité sur les chefferies locales du génie et qui proposent rapidement à la validation ministérielle les premiers plans des différents ouvrages.
Mais se pose le problème du financement des travaux : dans le programme voté par le Parlement le 28 décembre 1929 (loi proposée par le nouveau ministre de la Guerre André Maginot et signée par le président le 14 janvier 1930), sur un total de 2,9 milliards de francs alloué pour l'exercice 1930-1934, seulement 180 millions sont destinés au Sud-Est, à partager entre les secteurs de la Savoie, des Hautes-Alpes et des Alpes-Maritimes. Le 28 mai 1930, le maréchal Philippe Pétain rend un arbitrage : les crédits seront essentiellement consacrés aux Alpes-Maritimes, à l'Ubaye et à la Maurienne, tandis que le Queyras, le Briançonnais et la Tarentaise devront attendre.
Finalement, le 5 novembre 1930, le ministère de la Guerre obtient une augmentation qui permet de consacrer un total de 362 millions de francs aux fortifications du Sud-Est, dont 62,5 millions pour le secteurs couvrant les Hautes et les Basses-Alpes (contre 248,2 millions pour celui des Alpes-Maritimes et 51,7 pour celui de la Savoie).

#### Construction
Tous les ouvrages prévus ne peuvent être financés sur l'exercice 1930-1934 : ils sont donc classé en trois catégories, ceux de première urgence (pour lesquels on a les crédits nécessaires), ceux de deuxième urgence (en attente de financement) et ceux à faire réaliser à moindre coût par la main-d'œuvre militaire (MOM) et pas par les sociétés privées. Dans le secteur des Hautes-Alpes, la mise en défense de l'Ubaye est classée en première urgence, tandis que celle du Briançonnais passe en seconde urgence. Pour couvrir les ouvrages, les 14e et 15e régions militaires ont l'autorisation (une concession de Pétain à Degoutte) de faire construire par la MOM (et équiper avec l'armement de campagne) une série d'avant-postes bétonnés à partir de 1931 ; dans le cas du secteur fortifié des Hautes-Alpes, il s'agit de ceux de Plampinet, du Chenaillet, de Larche, du Col-des-Fourches et du Pra.
Au nord du secteur, dans le Briançonnais, la modernisation de l'ouvrage du Janus commence en 1931, grâce au général Charles Belhague qui a obtenu six millions de francs pour commencer les travaux. Tous les projets pour d'autres ouvrages d'artillerie sont abandonnés (les travaux pour l'ouvrage de La Vachette ne débutent que le 20 mars 1940). Pour ne pas dépendre que des forts Séré de Rivières ceinturant Briançon, une série de petits ouvrages sont construits, en rognant sur les dépenses (utilisation de la MOM, réduction du nombre de blocs, suppression de l'artillerie, emploi de matériaux et d'armement de récupération) : Les Aittes dès 1932, Gondran E à partir de 1933, Col-de-Buffère lancé en 1937 et Col-de-Granon seulement en 1939. Ces petits ouvrages sont la plupart inachevés en 1940.
Au centre du secteur, dans le Queyras, aucune fortification supplémentaire n'est financé avant la mobilisation. Au sud du secteur, dans le sous-secteur Ubaye – Ubayette, la priorité est donnée au barrage de Larche contrôlant la vallée de l'Ubayette, les travaux commencent donc en 1931 avec sur les deux versants les ouvrages de Saint-Ours Haut et de Roche-la-Croix, en fond de vallée l'ouvrage de Saint-Ours Bas, en amont l'avant-poste de Larche et en aval les abris nord-est de Saint-Ours et nord-ouest de Fontvive, ainsi que l'observatoire de Serre-la-Plate. L'ensemble est complété au nord dans la haute-vallée de l'Ubaye par l'ouvrage de la Plate-Lombarde, et en aval par l'abri de l'Ancien-Camp, les deux construits à l'économie par la MOM. À l'extrémité sud, le sous-secteur de Jausiers est classé prioritaire, avec début des chantiers en 1931, mais les réductions budgétaires et les retards (à cause de l'enneigement) ont réduit un peu sa puissance : le projet de l'ouvrage des Sagnes est revu en plus petit (il perd son artillerie), puis repoussé (remplacé par un simple point d'appui construit par la MOM à partir de 1939), tandis que l'installation d'une tourelle d'artillerie sur l'ouvrage de Restefond est reportée (et finalement jamais mise en place) ; le sous-secteur est complété par le petit ouvrage des Granges-Communes et l'abri du Col-de-Restefond.

### Seconde Guerre mondiale

#### Drôle de guerre
Dès le 22 août 1939, tous les secteurs fortifiés sont mis en alerte à cause de la montée des tensions avec l'Allemagne, y compris ceux des Alpes car le royaume d'Italie était son allié par le pacte d'acier. Le lendemain, les réservistes des unités de forteresse sont appelés, permettant l'occupation rapide de tous les ouvrages et de la majorité des positions de combat, ainsi que le triplement des effectifs. Le 25 août 1939, chacun des bataillons d'infanterie du SFD donne naissance à une demi-brigade, chaque groupe d'artillerie donne un régiment : l'infanterie passe de deux à six BAF, l'artillerie de deux à six groupes (soit deux RAP) et le génie passe à un bataillon. L'état-major du secteur fortifié s'installe à L'Argentière-la-Bessée, déménage à Embrun le 21 octobre 1939, puis à Gap le 7 novembre et enfin à La Roche-de-Rame à partir du 26 avril 1940.
Pour le reste de l'Armée française, la mobilisation générale commence seulement le 2 septembre 1939, nécessitant une quinzaine de jours, d'où la rapidité de la mise en alerte des troupes de forteresse qui doivent protéger cette mobilisation contre toute attaque brusquée. Le long de la frontière franco-italienne, c'est l'armée des Alpes, commandée par le général René Olry (un artilleur de formation), qui se déploie : chaque secteur fortifié est progressivement renforcé par une division d'infanterie. Les troupes occupent leurs positions de combat face à l'Italie, alors que la République française n'est pas encore en guerre avec elle.
Ce déploiement des troupes s'accompagne de l'aménagement du terrain par celles-ci. Dans le SFD, le génie établit le plan d'un petit blockhaus, appelé « abri pour mitrailleuse type Briançon » et surnommé la « pilule briançonnaise » : un état du 13 juin 1940 indique que 149 ont été construits dans le Briançonnais, groupés avec quelques tourelles démontables STG pour former des points d'appui. Cette situation de « drôle de guerre » se poursuit jusqu'à l'entrée en guerre de l'Italie en juin 1940.

#### Combats de juin 1940

La situation au 25 juin 1940, date d'entrée en application des armistices.

Le royaume d'Italie déclare la guerre à la République française et au Royaume-Uni le 10 juin 1940. Le 11 juin, ordre est donné d'évacuer les habitants des communes de Larche, Meyronnes et Saint-Paul vers la Lozère. Mais l'Armée italienne reste d'abord sur des positions défensives, essentiellement aux débouchés des vallées alpines. L'arrivée des troupes allemandes dans la vallée du Rhône change la situation : Mussolini donne l'ordre d'attaquer, malgré l'enneigement tardif pour la saison ; l'offensive italienne sur tout le front alpin commence le 20 juin, presque sans soutien de l'aviation et avec une artillerie à redéployer.
Secteur nord
Dans le Briançonnais, c'est le 4° Corpo d'Armata italien qui a pour mission de franchir la frontière, avec la 2e division Sforzesca (it) devant Montgenèvre et la 26e division Assietta (it) devant la Cerveyrette.
Les huit canons du fort italien du Chaberton ouvre le feu dès le 17 juin en fin d'après-midi, visant les batteries d'intervalle, puis frappant le Janus à partir du lendemain. Le 18, le blockhaus des Acles, isolé, est capturé par les Italiens ; l'attaque du col de l'Échelle est repoussé par le soutien d'artillerie. Le 20 juin, l'infanterie italienne passe Montgenèvre et se déploie face au barrage routier et aux points d'appui du Rocher de Dix-Heures et du bois-de-Sestrières ; le Chaberton pilonne le Janus, les Aittes, l'Infernet et les Gondrans avec environ 300 obus. Toujours le 20, des colonnes de fantassins italiens débouchent des cols de Gimont, Bousson et Chabaud, marchant vers la Cerveyrette : le tir des mitrailleuses des Aittes les stoppe.
Le 21 juin, le Chaberton envoie environ 900 obus sur le Janus, le Lenlon et le Gondran. Ordre est alors donné aux mortiers français de 280 mm de neutraliser le Chaberton : le tir est réglé par l'observatoire du Janus (bloc 4), mettant successivement hors service cinq tourelles. Les 22 et 23, les tentatives italiennes par les hauteurs de part et d'autre du col de Montgenèvre sont repoussées par les tirs de soutien du Janus ; par contre le 30e RI italien prend l'avant-poste du Chenaillet (une section du 72e BAF y est capturée : 19 prisonniers). Le Chaberton tire encore un peu le 23, mais reçoit de nouveau des obus de 280 mm pendant deux jours. Le 24 juin, après une dernière chute de neige pendant la nuit le temps est clair : l'artillerie de soutien française envoie des obus sur plusieurs objectifs.
Secteur central
Dans le Queyras, c'est le 3e régiment italien alpin (3° Reggimento Alpini rinforzato) qui envoie ses détachements descendre les cols enneigés à partir du 21 juin, repoussant les SES et abordent l'avant-poste d'Abriès : les tirs de l'artillerie les empêchent d'aller plus loin du 21 au 24.
Secteur sud
Face à l'Ubaye, le 2° Corpo d'Armata a la charge de l'opération Maddalena (du nom italien du col de Larche). Il engage le 2e groupement alpin (Raggrupamento Alpini settore Varaita-Po) face à la Tête-de-l'Ubaye, la 4e division Cuneense (it) pour le vallon de Fouillouze, la 36e division Forlì (it) par les cols de Sautron et des Monges, la 33e division Acqui par le col de Larche et la 5e division Pusteria (it) par les cols des Fourches et de Restefond.
Le 17 juin, les premières troupes italiennes passent la frontière au col de Larche : les SES françaises les arrêtent, soutenues par les tirs de la tourelle de Roche-la-Croix (avec 69 obus), le réglage étant confié à l'avant-poste de Viraysse. Le 20 juin, l'artillerie lourde italienne frappe Viraysse ; en soirée, les observateurs italiens sont repérés sur la Tête-des-Parties, puis traités par la tourelle de Roche-la-Croix. Le 21, l'infanterie italienne débouche par les cols de Sautron et des Monges pour s'approcher de Viraysse ; les tirs des canons de 155 mm du 293e RALD et de la tourelle les repoussent. Viraysse est de nouveau bombardé puis encerclé le 22 juin au matin, avec soutien de la tourelle et du bloc 6 de Roche-la-Croix. Toujours le 22 juin au matin, l'observatoire de Plate-Lombarde repère un plein bataillon italien descendant du col de la Stroppia ; les tirs des canons de 105 mm en batterie à Serenne, les mortiers de 75 mm de Roche-la-Croix et les mitrailleuses de Plate-Lombarde les dispersent. Le 23, les Italiens débouchent de nouveau par le col de la Stroppia et par le col de Gypiere, repoussés par l'artillerie. Ce 23 juin, il neige sur les hauteurs ; Larche est prise par les Italiens, mais tout mouvement entraîne l'arrivée d'une salve d'obus tirée par la tourelle. En soirée, les Italiens attaquent Viraysse, qui se défend à la grenade. Le 24, des détachements franchissent les différents cols, déclenchant de nouveau les tirs d'artillerie français ; un bataillon italien se retrouve bloqué dans le ravin de Rouchouze, sous les tirs de l'artillerie : les 335 survivants se rendent.
Du côté de Restefond, les patrouilles italiennes franchissent la frontière à partir du 17 juin, accueillis par les obus tirés par l'ouvrage de Restefond. De nouvelles tentatives le 21 juin sont repoussées par les mêmes tirs. Le 23 juin, l'avant-poste des Fourches est bombardé en matinée pendant cinq heures ; quand le brouillard se lève, l'approche de l'infanterie est repoussée par les mitrailleuses et quelques obus. Dans l'après-midi, des unités italiennes descendent le col des Quartiers d'Août vers les Sagnes : le mortier de 75 mm de Restefond les arrose.
Cessez-le-feu le 25

Carte montrant la zone démilitarisée couvrant les Alpes, ainsi que la petite zone d'occupation italienne.

L'armistice du 24 juin 1940 entre l'Italie et la France est signé à Rome, avec application le 25 juin à 0 h 35 (la majorité des batteries française tirent jusqu'à cette heure limite pour vider un peu les stocks). En résumé, les troupes italiennes n'ont pu aborder que la ligne des avant-postes ; l'artillerie française a durement frappé l'infanterie italienne (faute de pouvoir contrebattre l'artillerie) ; la plupart des ouvrages de la ligne principale de résistance ne sont pas intervenus dans les combats, mis à part des tirs d'artillerie pour soutenir les avant-postes. Au total, le Janus aura consommé 298 obus de 75 mm, tandis que la batterie de 280 mm en a expédié 101 sur le Chaberton. Roche-la-Croix a envoyé 2 438 obus, dont 1 909 rien que pour la tourelle ; le Restefond a tiré du 17 au 24 juin un total de 858 obus.
Les fortifications du Sud-Est se trouvent désormais dans la zone démilitarisée bordant la petite zone d'occupation italienne en France et sont évacuées (avec une partie du matériel) avant le 5 juillet. Les troupes du secteur se replient sur Briançon, Guillestre et Tournoux, puis sont regroupées au sud de Gap (sauf le 83e BAF qui tient garnison à Briançon, Fort Queyras et Jausiers jusqu'au 4 août 1940). Fin juillet, les réservistes sont démobilisés, les unités sont dissoutes et les militaires d'active versés dans l'armée d'armistice. Quelques hommes sont affectés dans les « unités de gardiennage », chacune de la taille d'une section, créées en septembre 1940 pour assurer la garde des ouvrages : les 12/14 et 22/14 dans le Briançonnais, les 11/14 et 21/14 dans l'Ubaye. Elles sont dissoutes en mars 1941, remplacées par des détachements venant de Grenoble jusqu'à l'invasion de la zone libre en novembre 1942.
À partir de septembre 1943, les Hautes-Alpes et les Basses-Alpes passent sous occupation allemande (conséquence de l'armistice de Cassibile), mais les ouvrages fortifiés restent inoccupés. À partir du 6 juin 1944, les vallées alpines sont en état d'insurrection : les groupes de FFI prennent le contrôle des routes et attaquent les petites garnisons de Barcelonnette et Jausiers : une contre-attaque allemande les force à se disperser.

#### Combats de 1944-1945
Après le débarquement de Provence du 15 août 1944, la libération du Sud-Est de la France est rapide : les reconnaissances américaines arrivent à Barcelonnette, Grenoble et Briançon dès le 23 août, mais s'arrêtent aussitôt, car leurs ordres sont de remonter la vallée du Rhône, pas de marcher vers l'Italie du Nord. Des Kampfgruppen de la 90e division de Panzergrenadiers franchissent les cols de Montgenèvre et de Larche les 22 et 23, repoussant les FFI (installés notamment dans l'avant-poste de Larche) ; Briançon est reprise par les Allemands le 29 août. Du 4 au 6 septembre, le 4e régiment de tirailleurs marocains (détaché de la 2e DIM et renforcé par un bataillon de tirailleurs algériens, des unités FFI et le 3e tabor marocain) reprend le Briançonnais et sa ceinture de forts (y compris les Gondrans et le Janus). Mais la frontière franco-italienne reste aux mains des troupes allemandes, les canons survivants du Chaberton reprenant même du service.
Quelques troupes américaines sont envoyées surveiller ce flanc et épauler les FFI : des unités de la 1st Airborne Task Force sont déployées dans l'Ubaye (notamment le 550th Airborne Infantry Battalion). Les Américains sont relevés par les troupes régulières françaises en octobre ; l'hiver interrompt ensuite les opérations. En Briançonnais, les Ier et IIIe bataillons du 99e RIA (composés de FFI) tiennent la ligne fortifiée à partir de décembre 1944, face à des unités de la 5. Gebirgs-Division épaulés par quelques Italiens de la RSI.
L'action reprend en avril 1945, avec la reprise de la vallée de l'Ubayette : les Allemands se sont installés dans les ouvrages Maginot, mais sans pouvoir utiliser l'armement, l'éclairage et la ventilation. Le 23 avril, Saint-Ours Bas, Roche-la-Croix et Saint-Ours Haut sont reconquis par les assauts de détachements des II/99e et 159e RIA et le 5e dragons (unités composées d'anciens FFI) : la préparation d'artillerie a rendu l'intérieur des blocs irrespirable à Roche-la-Croix, Saint-Ours Haut est abandonné par ses défenseurs, tandis que la porte blindée de Saint-Ours Bas est défoncée avec deux coups de bazooka. Dans le Briançonnais, les Français franchissent les cols fin avril, les Allemands évacuant leurs positions.

### Après-guerre

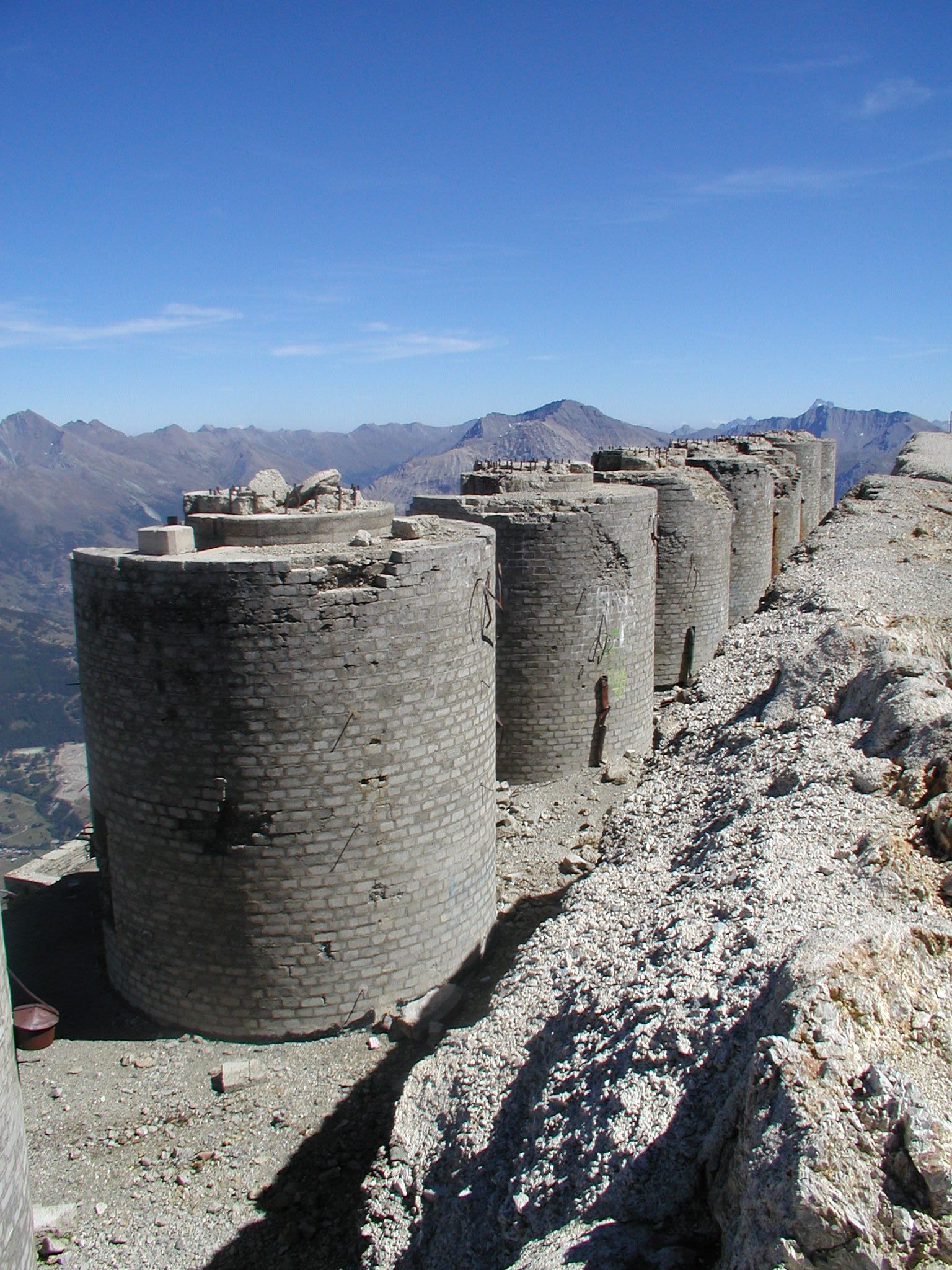
Ce qui reste désormais du fort italien du Chaberton : chacune de ses huit tours (assez hautes pour émerger de la neige accumulée en hiver) était surmontée d'une tourelle d'artillerie.

La guerre entre la France et l'Italie se termine officiellement par le traité de Paris du 10 février 1947, avec entrée en vigueur le 15 septembre et modification du tracé de la frontière : la France annexe un petit bout du versant oriental au col de Montgenèvre, le mont Chaberton (17 km2) et la Vallée Étroite (47 km2 entre Névache et le Mont-Thabor). Les installations du fort du Chaberton sont démantelées en 1957.
Dans le cadre du début de la guerre froide, les fortifications françaises le long des frontières orientales de la France sont partiellement remises en état. Un financement est prévu au sein de la loi-programme du 8 janvier 1951, dont environ 50 millions de francs sont consacrés aux ouvrages du Sud-Est. L'entretien minimum comprend la vérification des installations mécaniques et optiques ; une partie de l'armement a été retiré et n'a pas été renouvelé. Les deux ouvrages inachevés de Restefond et des Granges-Communes sont complétés par la construction en 1956-1957 pour chacun des deux d'un blockhaus servant d'entrée réduite.
Les ouvrages Maginot du secteur ne sont plus entretenus à partir des années 1960 : la doctrine de la dissuasion nucléaire entraîne l'abandon par l'Armée de ces fortifications périmées. Mais leur isolement (plusieurs sont construits sur des sommets) n'empêche pas les visites par des randonneurs ou des pillards ; les extérieurs sont encore pollués par des bouts de barbelés, des piquets et des supports en béton, voire des restes de munitions. Les clefs de plusieurs ouvrages sont confiés aux municipalités, avec parfois des visites organisées par des associations locales (le cas pour Gondran E, Les Aittes, Saint-Ours Haut, Saint-Ours Bas et Roche-la-Croix).